# آتزارا
آتزارا (به ایتالیایی: Atzara) یک کومونه در ایتالیا است که در استان نیورو واقع شده‌است.

## خصوصیات
آتزارا ۳۵٫۸ کیلومترمربع مساحت و ۱٬۲۹۳ نفر جمعیت دارد و ۵۵۳ متر بالاتر از سطح دریا واقع شده‌است.